# Jadwiga Wajs-Marcinkiewicz
Jadwiga Wajs-Marcinkiewicz (Polonia, 30 de enero de 1912-1 de febrero de 1990) fue una atleta polaca, especialista en la prueba de lanzamiento de disco en la que llegó a ser subcampeona olímpica en 1936.

## Carrera deportiva
En los JJ. OO. de Los Ángeles 1932 ganó la medalla de bronce en el lanzamiento de disco, llegando hasta los 38.74 metros, tras las estadounidenses Lillian Copeland que con 40.58 m batió el récord olímpico, y Ruth Osburn.
Cuatro años después, en los JJ. OO. de Berlín 1936 ganó la medalla de plata en la misma prueba, llegando hasta los 46.22 metros, siendo superada por la alemana Gisela Mauermayer (oro con 47.63 metros) y por delante de otra alemana Paula Mollenhauer (bronce).